# Shinji Takahira
Shinji Takahira (高平 慎士?, Takahira Shinji; Asahikawa, 18 luglio 1984) è un velocista giapponese.

## Palmarès
| Anno | Manifestazione      | Sede     | Evento      | Risultato        | Prestazione | Note                                     |
| ---- | ------------------- | -------- | ----------- | ---------------- | ----------- | ---------------------------------------- |
| 2000 | Mondiali juniores   | Kingston | 4x100 m     | 7º               | 40"05       |                                          |
| 2003 | Universiadi         | Taegu    | 4x100 m     | Oro              | 39"45       |                                          |
| 2003 | Universiadi         | Taegu    | 4x400 m     | 4º               | 3'05"97     |                                          |
| 2004 | Giochi olimpici     | Atene    | 200 m piani | Batteria         | 21"05       |                                          |
| 2004 | Giochi olimpici     | Atene    | 4x100 m     | 4º               | 38"49       |                                          |
| 2005 | Mondiali            | Helsinki | 200 m piani | Batteria         | 21"03       |                                          |
| 2005 | Mondiali            | Helsinki | 4x100 m     | 8º               | 38"77       | Miglior prestazione personale stagionale |
| 2005 | Universiadi         | Smirne   | 200 m piani | Argento          | 20"93       |                                          |
| 2005 | Universiadi         | Smirne   | 4x100 m     | Argento          | 39"29       |                                          |
| 2005 | Universiadi         | Smirne   | 4x400 m     | Argento          | 3'03"20     |                                          |
| 2006 | Giochi asiatici     | Doha     | 200 m piani | Bronzo           | 20"81       |                                          |
| 2006 | Giochi asiatici     | Doha     | 4x100 m     | Argento          | 39"21       |                                          |
| 2007 | Mondiali            | Osaka    | 200 m piani | Quarti di finale | 20"77       |                                          |
| 2007 | Mondiali            | Osaka    | 4x100 m     | 5º               | 38"03       | Record asiatico                          |
| 2008 | Giochi olimpici     | Pechino  | 200 m piani | Quarti di finale | 20"63       |                                          |
| 2008 | Giochi olimpici     | Pechino  | 4x100 m     | Argento          | 38"15       | Miglior prestazione personale stagionale |
| 2009 | Mondiali            | Berlino  | 200 m piani | Quarti di finale | 20"69       |                                          |
| 2009 | Mondiali            | Berlino  | 4×100 m     | 4º               | 38"30       | Miglior prestazione personale stagionale |
| 2009 | Campionati asiatici | Canton   | 200 m piani | Argento          | 21"08       |                                          |
| 2009 | Campionati asiatici | Canton   | 4x100 m     | Oro              | 39"01       |                                          |
| 2010 | Giochi asiatici     | Canton   | 4x100 m     | Batteria         | 47"14       |                                          |
| 2011 | Campionati asiatici | Kōbe     | 4x100 m     | Oro              | 39"18       |                                          |
| 2011 | Mondiali            | Taegu    | 200 m piani | Semifinale       | 20"90       |                                          |
| 2011 | Mondiali            | Taegu    | 4×100 m     | Batteria         | 38"66       | Miglior prestazione personale stagionale |
| 2012 | Giochi olimpici     | Londra   | 200 m piani | Semifinale       | 20"77       |                                          |
| 2012 | Giochi olimpici     | Londra   | 4×100 m     | 4º               | 38"35       |                                          |
| 2014 | World Relays        | Nassau   | 4×200 m     | Batteria         | 1'23"87     |                                          |
| 2014 | Giochi asiatici     | Incheon  | 4×100 m     | Argento          | 38"49       |                                          |
| 2014 | Giochi asiatici     | Incheon  | 4×400 m     | Oro              | 3'01"88     | Miglior prestazione personale stagionale |